# 미키타 셰우첸코
미키타 루슬라노비치 셰우첸코(우크라이나어: Микита Русланович Шевченко, Mykyta Ruslanovych Shevchenko, 1993년 1월 26일 ~ )는 우크라이나의 축구 선수이며, 현재 조랴 루한스크에서 골키퍼로 활약하고 있다.